# Laura Meyer
Laura Meyer (* 1981) ist seit Anfang 2021 CEO der Hotelplan-Gruppe, wo sie ab 2018 bereits Mitglied des Verwaltungsrats war. Sie ist Chefin von rund 2000 Angestellten. Ihre Berufung ist auch ein Zeichen dafür, wie wichtig die Digitalisierung in der Reisebranche geworden ist. Ihre Ernennung erstaunte selbst Branchenkenner.

## Werdegang
Laura Meyer studierte Rechtswissenschaften an der Universität Zürich und hat einen Teil des Studiums in Spanien an der Universidad de Deusto abgeschlossen. Später absolvierte sie ihren MBA in Singapur und Frankreich bei INSEAD. Von 2007 bis 2013 arbeitete sie für die weltweit tätige Unternehmens- und Strategieberatung McKinsey & Company in diversen Ländern. Von 2014 bis 2015 war sie bei der NZZ als Head Key Account Management, Sales Strategy & Sales Processes tätig, bevor sie 2015 zur UBS wechselte, wo sie zuletzt als Managing Director, Head Digital Distribution & Analytics tätig war.

## Privatleben
Laura Meyer ist in verschiedenen Orten in und rund um Zürich aufgewachsen. Meyer hat 2014 einen Anwalt geheiratet. Mit ihren zwei Söhnen wohnen sie in Zürich.